# Бустільйо-де-Чавес
Бустільйо-де-Чавес (ісп. Bustillo de Chaves) — муніципалітет в Іспанії, у складі автономної спільноти Кастилія-і-Леон, у провінції Вальядолід. Населення — 89 осіб (2010).
Муніципалітет розташований на відстані близько 220 км на північний захід від Мадрида, 60 км на північний захід від Вальядоліда.
На території муніципалітету розташовані такі населені пункти: (дані про населення за 2010 рік)
- Бустільйо-де-Чавес: 68 осіб
- Гордаліса-де-ла-Лома: 21 особа

## Демографія
Динаміка населення (INE ):